# Лекарска тајна

Заклињем се да ћу лекарску делатност обављати стручно и савесно и да ћу се у свом раду придржавати свих правила лекарске професије, закона и других прописа, Статута Коморе и Кодекса медицинске етике Коморе.

Текст заклетве Лекарске коморе Србије, октобар 2009. којом се лекари Србије обавезују на чување лекарске тајне
Лекарска тајна, је обавеза сваког лекара да по сазнању неких чињеница кроз анамнезу, објективни преглед и остала испитивања и лечење о болеснику, чува непрекидно као тајну.
Сматра се да је лекарска тајна пре свега име и презиме болесника и болест од које он болује.

## Дефиниције
Тајна — је сазнање неких чињеница које се не могу саопштити другим лицима, а да се одавањем тих чињеница другој особи, не повреди личност особе од које се сазнало за њих.
У правној теорији тајна се дефинише уз помоћ два елемента: фактичког и нормативног.
- Фактички елемент се огледа у томе што је податак познат само одређеном кругу лица,
- Нормативни елемент захтева да податак буде познат само одређеном кругу лица, с тим да постоје одређене (друштвене) правне норме које забрањују и штите изношење података ван тог круга лица.

Лекарска тајна — је сазнање неких чињеница током пружања стручне помоћи. Потпуно и квалитетно пружање ове помоћи понекад захтева да лице које пружа ту помоћ сазна за одређене чињенице које представљају личну тајну онога ко ту помоћ тражи.

## Историјат и значај
Познато је из најстаријих медицинских записа као што је Хипократова заклетва из 4. век п. н. е., да је лекар имао обавезу да чува и неодаје другим лицима податке које је он прикупио о болеснику током његовог лечења;
Све што сазнам приликом вршења моје професије или свакодневног пословања са људима, а што не треба ширити даље, чуваћу као тајну и никада нећу открити.Хипократова заклетва 
Лекарска тајна, је један од најстаријих облика професионалне тајне, и строго је повезана са лекарским позивом. Међународна организација за стандардизацију (енгл. International Organization for Standardization (ISO)) у свом стандарду (ISO-17799) регулише... „да су поверњиве (тајне) информације доступне само овлашћен лицима које имају приступ тим информацијама“ и један је од кључних прописа у свету о безбедности информација. На списку професија на које се односи примена овог стандарда је и лекарска.
Обавеза чувања тајне односи се и на друго медицинско и немедицинско особље (здравствене раднике) укључене у процес лечења болесника, и које по службеној дужности долазе до података о пацијенту који су обухваћени лекарском тајном. У неким земљама света као што је Швајцарска и студенти медицине, подлежу кривичној одговорности и судском кажњавању у случају да одају податке о неком болеснику, које су прикупили у току студентске праксе или наставе. Посебно се законом строже санкционише одавање лекарске тајне у циљу стицања материјалне користи.
Поштовањем лекарске тајне, лекар чува углед болесника и изграђује свој лични ауторитет, кроз поверење које исказује болесник у току лечења. Чување лекарске тајне, није само регулисано лекарским кодексом еснафских удружења лекара, већ и законским прописима, по којима се одавање лекарске тајне сматра кривичним делом.

## Право на поверљивост
Поштовањем лекарске тајне остварује се право на поверљивост чување података о здравственом стању пацијента и професионална је или службена)обавеза. Лекар податке мож давати само онима које је пацијент за то овластио. Под поверљивим подацима подразумевају се не само дијагноза и здравствено стање, већ и разлог и дужина боравака пацијента у здравственој установи.
Лекар је дужан да у потпуности чува тајну о свему што би могао сазнати из историји болести свог пацијента, и његове породице чак и после његове смрти.
Лекарска тајна је правно гледано истовремено и професионална и службена тајна, јер би њено саопштавање могло да донесе штету пацијенту, али и његовој породици.

### Дилеме
Постоје и бројни изузеци од правила чувања лекарске тајне, који су настали током много година.
На пример, многе државе захтевају од лекара да пријаве полицији ране нанете ватреним оружјем и повреде возача након удеса моторним и другим по живот опасним средствима. Поверљивост је проблем и у случајевима који укључују дијагнозу сексуално преносивих болести код пацијента који одбијају да открију дијагнозу супружнику (чиме угрожавају његово и здравље), насилни прекид трудноће малолетних пацијента, без знања родитеља или извршење или најава убиства од стране пацијената итд.
Многе државе у Свету законом регулишу обавезно обавештавања родитеља о абортусу малолетника или злоупотреби дроге, или обавештавању полиције о повредама нанетим ватреним оружјем, силовању, насилном тровању итд, чиме се лекар (у одређеним законом прописаним случајевима) ослобађа обавеза чувања лекарске тајне. Преносом информација на друга (законом одређена лица) обавеза чувања лекарске тајне постаје и њихова обавеза, а прибављене информације могу користити само у оквиру своје професије.
Информације које је лекар сазнао о пацијенту, када није на дужности и које не односе на болест и лечење те особе на сматрају се лекарском тајном.

### Контролисано откривање тајне
Неовлашћено откривање лекарске тајне је кажњиво законом, али постоје одређене ситуације када се лекар може ослободити те обавезе:
- ако откривање захтева или одобри сам болесник,
- по налогу суда, али уз обавештавање пацијента о томе
- када би чување тајне могло да угрози здравље других људи.
- у наставне и научне сврхе, само уз пристанак пацијента и уз поштовање пацијентове личности.[10]

### Неконтролисано откривање тајне
Нарушавање основних циљева лекарске тајне могуће је на много начина и без свесног знања лекара када се он не може увек окривити за откривање података због:
- напада споља у циљу физичког уништења хардвера, или нападом на информативни мрежни систем (нпр. интернетом) и крађе података из оперативних система здравствене установе.
- напада изнутра односно случајеви где се познати корисници система понашају на неовлашћен или неочекиван начин, тако да се аспекти безбедности здравственог информационог система могу нарушити.
- крађе или неовлашћеног умножавања писаних података о боленику (историје болести).